# Дьяченко, Александр Станиславович
Алекса́ндр Станисла́вович Дьяче́нко (род. 12 июня 1965, Ленинград, РСФСР, СССР) — российский актёр театра, кино, телевидения и дубляжа, музыкант группы «ANTIGO», автор-исполнитель, музыкальный продюсер и кинопродюсер.

## Биография
Александр Станиславович Дьяченко родился 12 июня 1965 года в Ленинграде.
Окончил факультет корабельной электрорадиотехники и автоматики Санкт-Петербургского государственного электротехнического университета "ЛЭТИ" им. В.И. Ульянова (Ленина).
В 1993 году переехал в Соединённые Штаты Америки. Именно в США Дьяченко получал актёрское образование — окончил актёрский факультет Колумбийского университета в Нью-Йорке. Позднее стажировался в Лос-Анджелесе у известного педагога Милтона Кацелоса. Является членом профсоюза американских актёров.
В 1994 году ему поступило предложение попробовать себя в спортивном менеджменте. Дьяченко с детства любил хоккей, сам неплохо играл и потому сразу согласился поработать в качестве агента российских хоккеистов. В 1998 году Александр ушёл из менеджмента, но хоккеем занимается до сих пор.
Актёрская карьера Дьяченко в России началась с криминального художественного фильма «Брат 2» (2000) режиссёра Алексея Балабанова, где он сыграл братьев-близнецов Громовых: хоккеиста Дмитрия и охранника Константина. С того времени начал активно сниматься в российских фильмах и телесериалах.
Снимался в нескольких иностранных проектах.
Кроме того, с юношеских лет Александр занимается музыкой: сочиняет, аранжирует, исполняет на гитаре и поёт, последние годы продюсирует. Записал несколько своих композиций в одной из чикагских студий, в работе над которыми ему помогали известные музыканты.
В 2012 году Александр совместно с барабанщиком Борисом Лифшицем создал музыкальный проект «ANTIGO».
22 августа 2018 года в городе Ессентуки состоялась премьера спектакля «На одном дыхании». Это — первая театральная работа Александра Дьяченко.

## Роли в театре
- 2018-2022 — На одном дыхании — Роберт Иванович

## Фильмография
- 2000 — Брат-2 — Дмитрий и Константин Громовы, братья-близнецы
- 2001 — Львиная доля — Муса Махмаев
- 2002 — Звезда — Галиев, подполковник
- 2003 — Баязет — Назар Минаевич Ватнин, есаул
- 2003 — Белое золото — Олег Грушин
- 2003 — Варвар / Barbarian (США) — Зигрид
- 2003 — Стилет — Санчес
- 2004 — В двух километрах от Нового года (Украина) — Николай
- 2004 — Женская интуиция (Украина) — Александр, бывший муж Юлии, отец Маши, возлюбленный Даши
- 2004 — Охотники за иконами — Пётр, молодой белозерец
- 2004 — Стилет 2 — Санчес
- 2005 — Богиня прайм-тайма — Никита Беляев, корреспондент
- 2005 — Мой личный враг — Иван Вешнепольский, тележурналист
- 2005 — Владимирский централ
- 2005 — Второй фронт — Лубенец
- 2005 — Женская интуиция 2 (Украина) — Александр, муж Даши, отец Маши
- 2005 — Лебединый рай — Егор Козлов
- 2006 — Возвращение блудного папы — Валера, ухажёр Светланы
- 2006 — Волкодав из рода Серых псов — Канаон
- 2006 — Кто приходит в зимний вечер — охранник
- 2006 — Леший — Алексей Никитин («Леший»)
- 2006 — Рифмуется с любовью (Беларусь) — Геннадий, отец Марины
- 2006 — Свой-чужой — Денис Волков, «правая рука» Александра Юнгерова
- 2007 — Спецгруппа — «Кашалот»
- 2008 — Две сестры — Андрей Стрельников, хоккеист
- 2008 — Леший 2 — Алексей Никитин («Леший»)
- 2008 — На крыше мира — Дмитрий
- 2009 — Брак по завещанию — Урмас Шульц
- 2009 — Две сестры 2 — Андрей Стрельников
- 2009 — Две стороны одной Анны (Украина) — Константин Карпинский («Карп»)
- 2009 — Леший. Продолжение — Алексей Никитин («Леший»)
- 2009 — Участковая (серия № 8 «Личная заинтересованность») — Алексей Шатров
- 2010 — Старики (фильм № 2 «Ошибка следствия») — генерал Елизаров
- 2010 — Была любовь — Андрей Шуйский, продюсер
- 2010 — Демоны — Дмитрий Александрович Назаров («Демон»), бизнесмен
- 2011 — Наследница — Константин Валерьевич Иванцов, фермер
- 2011 — Семь прощённых убийств / «7 Khoon Maaf» (Индия) — Николай Вронский
- 2012 — Вероника. Потерянное счастье — Костров
- 2012 — Деревенская история — Григорий Комаров, муж Любы
- 2012 — Не жалею, не зову, не плачу — Николай Гордеев, следователь
- 2012 — Охота на гауляйтера — Яков Николаевич Порываев
- 2013 — Один на всех — Евгений Геннадьевич Александров, подполковник
- 2013 — Вероника. Беглянка — Андрей Костров
- 2013 — Пепел — Диего «Каталонец», испанец
- 2013 — Двойная жизнь — Илья, сосед Виктора
- 2014 — Мажор — Владимир Яковлевич Соколовский, отец Игоря Соколовского, бизнесмен
- 2014 — Папа для Софии — Олег Петрович Волков, нейрохирург
- 2014 — Снова один на всех — Евгений Геннадьевич Александров, подполковник, депутат городского совета
- 2014 — Королева бандитов 2 — Никита Боголюбов, лесник
- 2014 — Поздние цветы — Сергей Николаевич Потапов, лётчик
- 2015 — Отпуск летом — Андрей Степанович Вишняков, владелец отеля, спонсор частной клиники
- 2015 — Семья маньяка Беляева — Кирилл Петрович Беляев
- 2017 — МакМафия / McMafia — Олег
- 2017 — Двойная ложь — Лев, бизнесмен, пострадавший на складе собственной сети магазинов
- 2017 — Осколки — Олег Викторович Прокопьев, бизнесмен, владелец сети ресторанов
- 2018 — Первые — Пётр I
- 2018 — Хантер Киллер / Hunter Killer — президент России Николай Закарин
- 2018 — Челночницы 2 — Мансур Амирович Богаев, бизнесмен, депутат
- 2019 — Ловушка для королевы — Кирилл Геннадьевич Васюк
- 2020 — Грозный — воевода Жуков-Самолва
- 2021 — Жена олигарха — самый богатый человек Добруйска
- 2021 — Бывших не бывает — Мишин
- 2022 — Жизнь по вызову — Михаил Геннадьевич Градов, бизнесмен
- 2022 — Стикер — Тулонский
- 2023 — Свидетель — Дмитрий Панчак
- 2023 — Дед Морозов 2 — Шершеневский
- 2024 — Закон тайги / Zakon taygi — Николай Устюжанин
- 2025 — Тюремный дневник — Патрик Шелл
- 2025 — Тимур и его команда — отец Квакина

## Дискография
- 2012 — Матовый мир[3] (ANTIGO)
- 2012 — Give me tomorrow (ANTIGO) — сингл
- 2013 — Give me tomorrow (ANTIGO) — видеоклип[4][5]
- 2013 — Лес (трек в исполнении ANTIGO в альбоме «Би-2» «Нечётный Воин III»)[6]
- 2014 — Live life (CHINKONG feat. ANTIGO) — сингл и видеоклип[7][8]
- 2015 — Молодой (ANTIGO) — сингл и lyric video
- 2015 — Мама (ANTIGO) — сингл и lyric video[9][10]
- 2015 — Angels (ANTIGO) — сингл и lyric video[11][12]
- 2018 — Полина / Polina (Александр Дьяченко) — сингл[13]